# An-Na’ura
An-Na’ura (arab. الناعورة) – miejscowość  w Syrii, w muhafazie Hims. W 2004 roku liczyła 1104 mieszkańców.